# Materialise NV
Materialize, có trụ sở tại Leuven, Bỉ, hoạt động trong lĩnh vực sản xuất bồi đắp, còn được gọi là In 3D.

## Lịch sử
Materialize được thành lập vào tháng 6 năm 1990 bởi Wilfried Vancraen như một nhánh của KU Leuven, và là Cục Dịch vụ Tạo Mẫu Nhanh đầu tiên trong vùng Benelux.
Theo kế hoạch của họ, ngoài việc cung cấp các dịch vụ tạo mẫu, Materialize tập trung vào nghiên cứu và phát triển các giải pháp phần mềm để chuyển dữ liệu sang máy in 3D. Năm 1991, công ty phát hành giải pháp phần mềm y tế của họ Mimics và vào năm 1992, giải pháp phần mềm công nghiệp Magics của họ. Các trung tâm phát triển phần mềm hiện đang được tìm thấy ở Bỉ (HQ), Hoa Kỳ, Đức, Trung Quốc, Ukraina và Malaysia.
Trong năm 2000, để có thể xây dựng các mô hình In li tô lập thể đơn mảnh với kích thước hơn 2 mét, Materialize đã phát triển máy In li-tô lập thể Mereoth. Diện tích xây dựng của máy Mammoth lớn nhất là 2100x700x800mm.

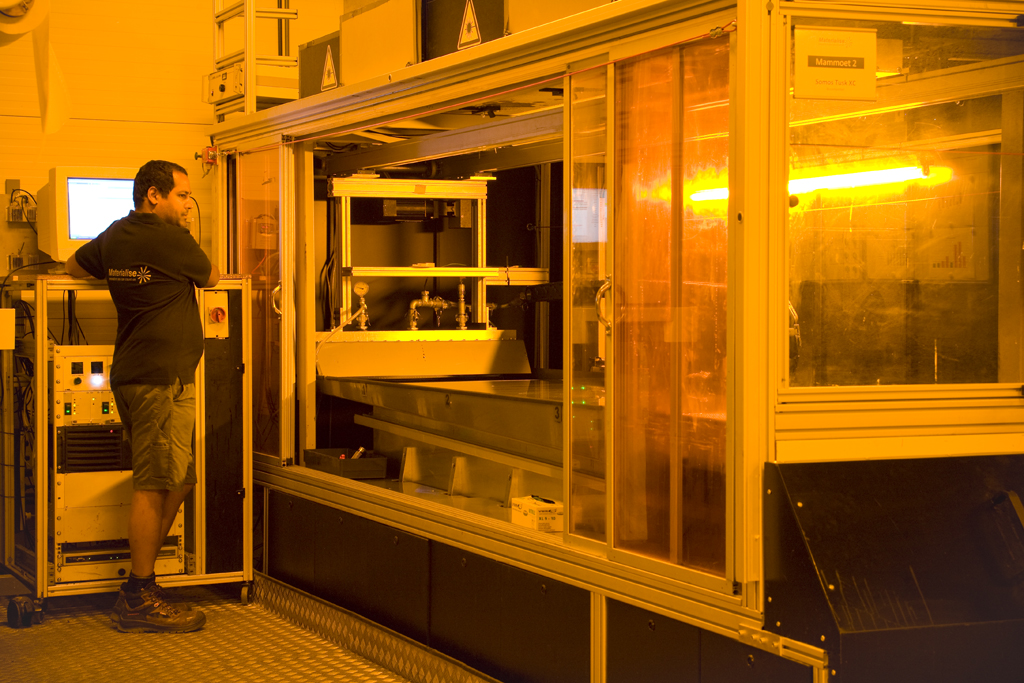
Máy in lito lập thể Mammoth của Materialise

Materialize có văn phòng trên năm châu lục. Kể từ năm 2014, Materialize đã được niêm yết công khai trên NASDAQ dưới mã MTLS.

## Phần mềm
Bộ phần mềm công nghiệp của Materialise bao gồm các công cụ chuẩn bị dữ liệu và thiết kế, các chương trình tích hợp in 3D vào môi trường sản xuất và các hệ thống phần mềm và điều khiển được các nhà sản xuất máy sử dụng để kết nối các ứng dụng và máy in 3D.

## In 3D trong y tế và kĩ thuật y sinh
In 3D y tế và cung cấp kỹ thuật y sinh của Materialise bao gồm các giải pháp lập kế hoạch y tế dựa trên hình ảnh, hướng dẫn phẫu thuật và cắt, cấy ghép cho bệnh nhân cụ thể, và bản sao in 3D của các cơ quan nội tạng (như tim, thận, gan, vv) trên dữ liệu CT hoặc MRI.

## Sản xuất bồi đắp
Materialize hiện đang vận hành hơn 140 máy in 3D công nghiệp, với các trung tâm sản xuất được tìm thấy ở Bỉ (HQ), Ba Lan, Cộng hòa Séc và Đức. Quy trình sản xuất của họ bao gồm Thiêu kết laser chọn lọc, In lito lập thể, thiêu kết laser kim loại trực tiếp,mô hình hóa lắng đọng nóng chảy, mô hình nhiều đầu phun và đúc chân không (với phôi in 3D).
Công ty có hai dịch vụ web được liên kết với trung tâm sản xuất. Khách hàng công nghiệp đặt hàng các bộ phận, cho dù là nguyên mẫu hay các bộ phận chức năng tại địa điểm của khách hàng. Nhà thiết kế và doanh nghiệp nhỏ tải lên thiết kế cho thị trường in 3D i.materialise.

## Các ứng dụng
Công nghệ tại Materialize được sử dụng trong ô tô, hàng không vũ trụ, điện tử gia dụng, chỉnh hình, tim mạch, và công nghiệp răng hàm mặt  , cũng như kiến trúc, thời trang, đồ trang sức, nghệ thuật, v.v...